# Quadrupol-Massenspektrometer

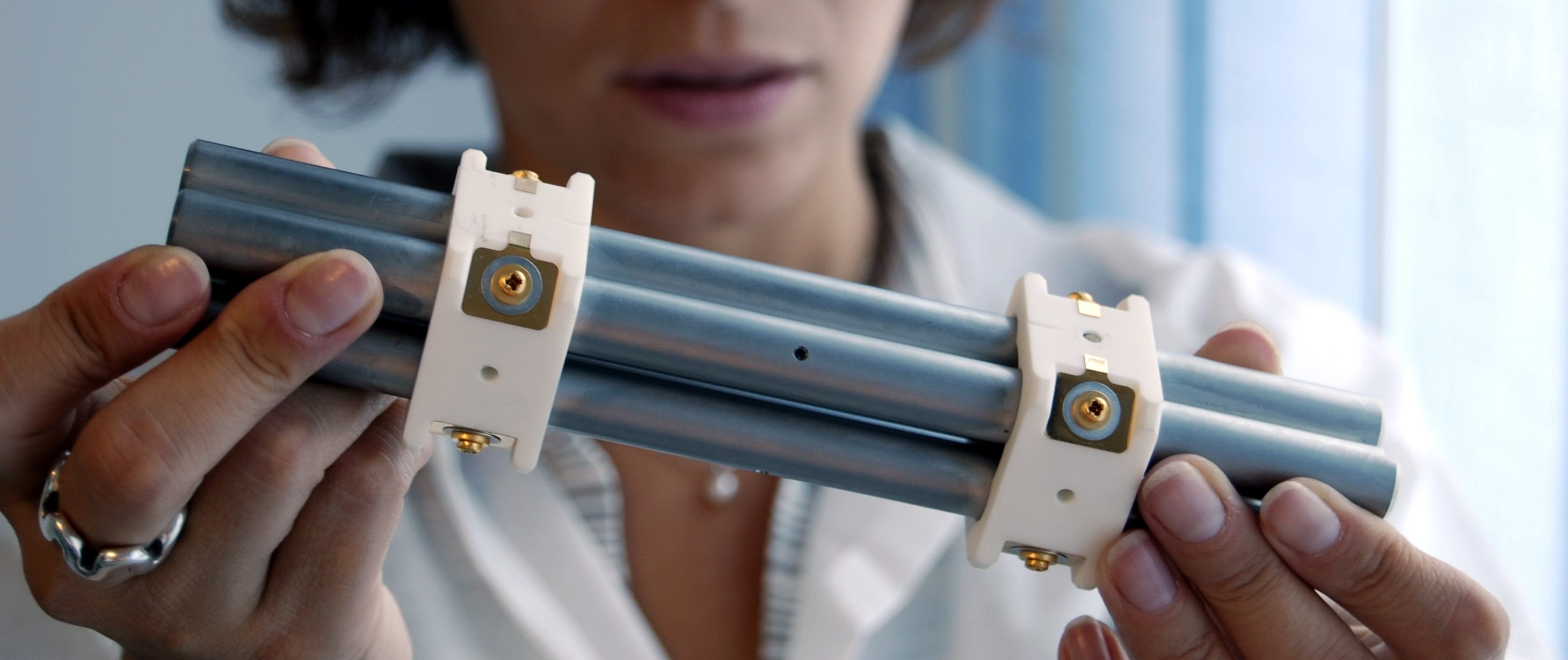
Stabsystem eines Quadrupol-Massenspektrometers

Quadrupol-Massenspektrometer Anordnung der Elektroden und Beispiel einer Flugbahn

Ein Quadrupol-Massenspektrometer (QMS) ist ein Massenspektrometer, dessen Analysator ein elektrischer Quadrupol ist.
Die Ionen werden zunächst durch ein statisches elektrisches Feld beschleunigt und fliegen dann entlang der Achse zwischen vier parallel liegenden Stabelektroden, deren Schnittpunkte mit einer Ebene senkrecht zur Zylinderachse ein Quadrat bilden. Im Wechselfeld zwischen den Quadrupol-Stäben findet eine m/q-Selektierung statt, so dass jeweils nur Teilchen mit einem bestimmten Verhältnis ihrer Masse m zur Ladung q das Feld durchlaufen können. Die Ionen treffen in einem Detektor mit Messverstärker auf, der den Ionenstrom misst und von der Software eines angeschlossenen Computers zu Zählraten oder bzw. zum Partialdruck umgerechnet wird.
Die Ionisationseinheiten, Quadrupole und Detektoren sind in unterschiedlichsten Varianten für unterschiedliche Anwendungen erhältlich. Das Quadrupol-Massenspektrometer – im Prinzip eine lineare Paul-Falle – ist in teuren, hochauflösenden, aber auch in preisgünstigen Varianten (als Restgasanalysator) zu erhalten und ist in Forschung und Entwicklung weit verbreitet.
Auch andere Typen von Massenspektrometern verwenden im übrigen Quadrupolfilter, wie z. B. Ionenfallen, die aber Speichermassenspektrometer sind. Der Terminus „Quadrupol-Massenspektrometer“ wird technisch meist nur für Systeme mit vier Quadrupolstäben verwendet.

## Massen-Selektierung im Quadrupol-Feld
Die einander gegenüberliegenden Elektroden des Quadrupols befinden sich jeweils auf gleichem Potential. Zwischen benachbarten Elektroden wird eine Spannung mit einem Gleichspannungs- {\displaystyle (U)} und einem hochfrequenten Wechselspannungs-Anteil {\displaystyle HF} mit der Amplitude {\displaystyle V} angelegt, d. h. {\displaystyle u(t)=U+V\cos \left(\omega t\right)}. Die Bahn der Ionen im QMS wird durch die Mathieusche Differentialgleichung beschrieben. Aus systematischen Untersuchungen dieser Differentialgleichungen ist bekannt, dass es gewisse stabile und instabile Bereiche gibt. Die Arbeitsgerade, d. h., die Gerade, auf der alle beobachtbaren Massen liegen, wird durch das Verhältnis {\displaystyle {\frac {U}{V}}} bestimmt. Um ein möglichst gutes Auflösungsvermögen (Werte von R = 1.000 bis 4.000) zu erreichen, muss {\displaystyle {\frac {U}{V}}\approx 0{,}1678} gelten. Der Schnitt aus Arbeitsgerade und stabilem Bereich der Mathieuschen Differentialgleichungen ist dann sehr klein. Der Wert 0,1678 darf aber auf keinen Fall überschritten werden, sonst sind alle Ionen instabil, d. h., sie kollidieren während des Durchlaufes mit einem der vier Stäbe.
Über die Einstellung der Frequenz {\displaystyle \omega } oder der Spannungen {\displaystyle U,V} lässt sich festlegen, welche Teilchen mit welchem Masse-zu-Ladungs-Verhältnis den Detektor über die zentrale Flugbahn erreichen. Die Bahn eines Teilchens mit richtigem {\displaystyle {\frac {m}{q}}}-Verhältnis ist sinusförmig mit gleichbleibenden Abständen zur Mittelbahn des Quadrupols. Alle anderen Ionen fliegen zwar auch im Sinustakt durch das Wechselfeld um diesen Sollbahnbereich, werden aber zunehmend weiter herausbeschleunigt, so dass sie irgendwann seitlich außerhalb des Quadrupols hinausschießen und den Einflussbereich des EM-Feldes verlassen. Lediglich Teilchen innerhalb des {\displaystyle {\frac {m}{q}}}-Akzeptanzbereiches erreichen so das Ende des Massenspektrometers.
Diese Massen-Selektierung im Quadrupol-Feld wird von der Funktionsweise her als „Massen-Filter“ bezeichnet, eigentlich ist aber das Verhältnis Masse-zu-Ladung {\displaystyle {\frac {m}{q}}} (engl. m/z) der Ionen der entscheidende Faktor.

## Technische Bauweisen eines Quadrupol-Filters
In der Praxis verwendet man für den Bau des Quadrupolfilters für Quadrupol-Massenspektrometer meist vier präzise gefertigte Rundstäbe aus Edelstahl oder auch Molybdän, die in Haltern aus Keramik gelagert werden, um den Einfluss von Temperaturänderungen auf die Geometrie des Quadrupolfilters zu minimieren. Die Stäbe werden in einem Abstand r von der Symmetrieachse angeordnet. Die jeweils gegenüberliegenden Stäbe befinden sich auf gleichem Potential. Zwischen den Stabpaaren wird wie bereits ausgeführt eine Hochfrequenzspannung {\displaystyle HF} mit überlagerter Gleichspannung {\displaystyle U} angelegt. Das Verhältnis {\displaystyle {\frac {U}{V}}} wird in der Regel so gesteuert, dass nicht mit einem konstanten Auflösungsvermögen R des Quadrupol-Filters gearbeitet wird, sondern mit einer konstanten Linienbreite (typischerweise ∆m = 0,7–1), der sogenannten „Einheitsauflösung“. Mit ∆m = 1 ergibt sich bei m/q = 200 eine Auflösung R = 200, bei m/q = 1000 wäre R = 1000. Für die Detektion positiver Ionen, den Regelfall, liegt die Ionenquelle, in der die Ionen erzeugt werden, zudem gegenüber dem Quadrupol auf einem positiven Potential. Die Potentialdifferenz liegt hier meist zwischen 2 und 5 kV.
Einzelne Hersteller verwenden statt vier Rundstäben aus Edelstahl auch hyperbolisch geformte Gold-beschichtete Quarzglas-Stäbe, um nach ihren eigenen Aussagen der idealen Ausformung eines Quadrupol-Feldes näher zu kommen.

## Beispiele für die Anwendung von Quadrupol-Massenspektrometern

### Restgasanalysatoren
Der einfachste Anwendungsfall von Quadrupol-Massenspektrometern sind Restgasanalysatoren. Sie werden in der Regel als Messinstrument zur Beurteilung der Restgaszusammensetzung in Vakuumsystemen verwendet und direkt an dieses angeflanscht. Im Hochvakuum ist oftmals ein Faraday-Detektor ausreichend, für Ultrahochvakuum werden oft Sekundärelektronenvervielfacher als Detektoren eingesetzt.

### Quadrupol-Massenspektrometer in der GC-MS-Kopplung (GC-QMS)
Der in der organischen Analytik am weitesten verbreite GC-MS-Typ ist das sogenannte GC-Single Quadrupol Massenspektrometer (GC-QMS). Generell werden bei der GC-MS die zu untersuchenden Stoffgemische im Injektor des Gaschromatographen verdampft. Nach Durchlaufen der GC-Säule werden die durch Interaktion mit der stationären Phase der Säule getrennten Stoffe in der anschließenden Ionenquelle des Massenspektrometers ionisiert. Zur Ionisierung der Substanzen wird meist die EI (electron impact – Elektronenstoßionisation), aber auch die CI (chemische Ionisation) oder andere Ionisierungstechniken genutzt – die Verfahren sind im Artikel Massenspektrometrie näher erklärt. Als Massenanalysator dient im QMS ein Quadrupol-Filter mit „Einheitsauflösung“. In der Regel mit vorgeschalteten sogenannten „pre-rods“, die den Einfluss der Verschmutzung minimieren sollen. Als Detektor wird meist ein Sekundärelektronenvervielfacher mit oder ohne Konversionsdynode verwendet.
Die Geräte werden entweder im Scan-Modus über einen festgelegten m/q-Bereich („Massenbereich“) oder im Selected ion monitoring-Modus (SIM) betrieben. Aufgrund der physikalisch-chemischen Eigenheiten der Gaschromatographie können nur verdampfbare Substanzen mit entsprechend relativ geringer Molekülmasse (m ca. < 1000 u) untersucht werden.
Anwendungsgebiete von GC-QMS sind die qualitative und quantitative Analytik bzw. Spurenanalytik. GC-Single Quadrupol Massenspektrometer können dabei in der Regel Stoffmengen von unter einem Picogramm detektieren. Sie gelten als robust und über einen weiten Bereich linear.

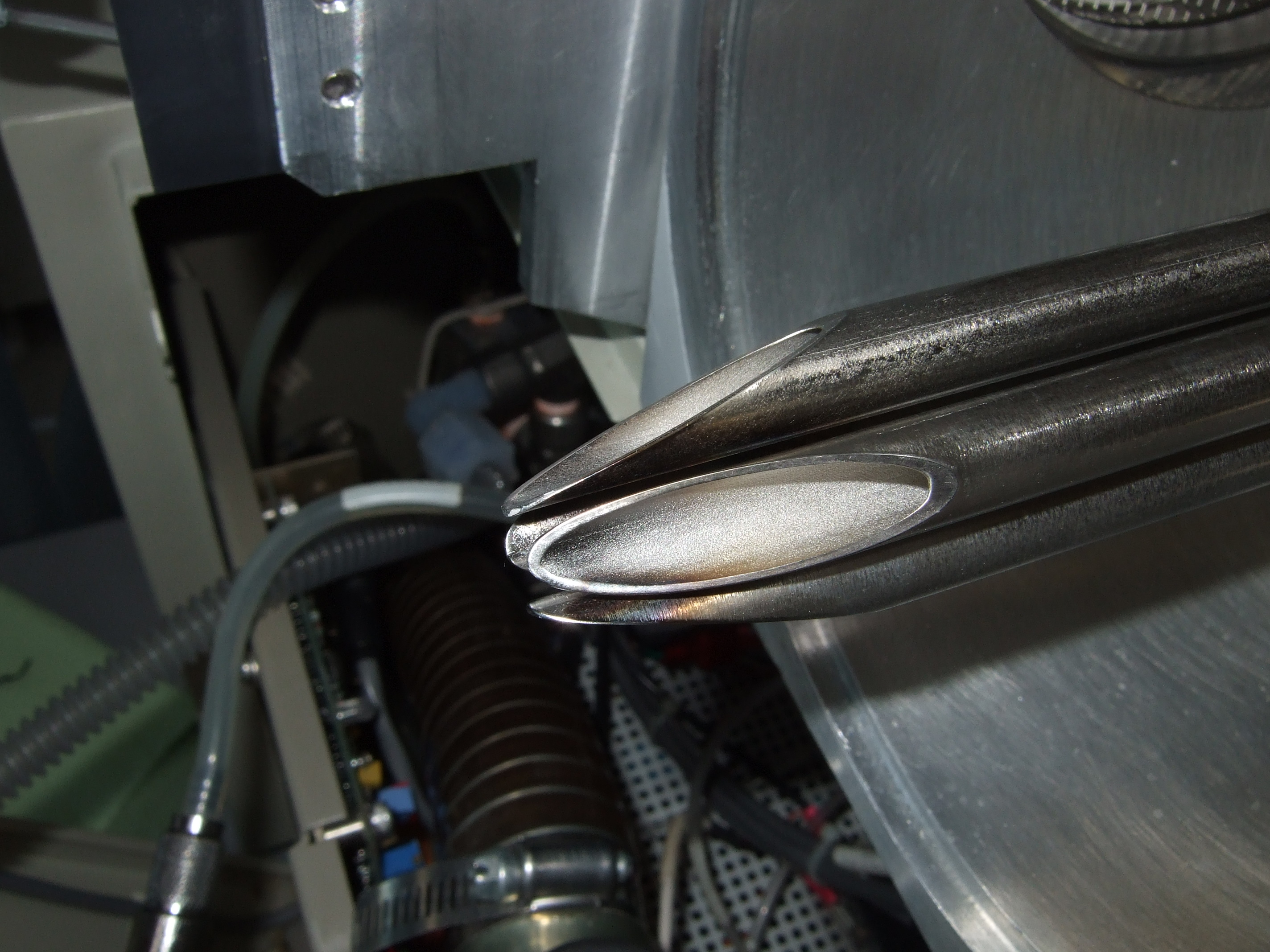
Quadrupol eines Triple-Quadrupol-Massenspektrometer

### Triple Quads
Triple Quads werden für die Tandem-Massenspektrometrie (MS-MS) eingesetzt. Man koppelt hierbei zwei Quadrupol-Analysatoren hintereinander, getrennt durch eine Stoßzelle bzw. Kolissionszelle, die als Quadrupol oder Oktapol ausgelegt sein kann. Die kollisionsinduzierte Dissoziation in der Stoßzelle führt zu zusätzlichen Informationen über die untersuchten Verbindungen (Massenfragmentogramme) oder wird zur Erhöhung der Selektivität der Messung verwendet (SRM, Selected reaction monitoring). Da bei der HPLC-MS-Kopplung in der Ionenquelle überwiegend fragmentarm ionisiert wird, die Geräte robust sind sowie über einen weiten Linearitätsbereich verfügen und Stoffmengen im nano-Mol-Bereich analysieren können, sind Triple-Quads im Bereich der HPLC-MS die heute meistgenutzten Massenspektrometer für quantitative Analysen.
Für bestimmte Anwendungsfälle wie z. B. Multimethoden in der Pestizid-Analytik werden häufig aber auch GC-Triple Quads eingesetzt.

### Weitere Kopplungstechniken mit Quadrupol-Filtern
Auch weitere Kopplungstechniken mit Quadrupol-Filtern werden verwendet wie z. B. QTOF (Flugzeitmassenspektrometer mit vorgeschaltetem Quadrupol-Filter).